# Визит Папы Римского в Литву, Латвию и Эстонию (2018)
Апостольский визит папы Римского Франциска в Литву, Латвию и Эстонию — 25-я по счету зарубежная поездка папы Франциска, состоявшаяся с 22 по 25 сентября 2018 года. Это первая поездка Франциска в страны Балтии, и первый визит в них понтифика после того, как в 1993 году их посетил Иоанн Павел II, маршрут которого он повторил. Визит, заявил папа в видеообращении к жителям этих стран, был приурочен к столетию их государственной независимости:
Мой визит совпадает со столетием независимости ваших стран и, конечно, воздаст честь всем, кто своими жертвами в прошлом сделали возможной свободу в настоящем. Как мы знаем, свобода — это сокровище, которое необходимо постоянно беречь и передавать, как ценное наследие, новым поколениям. Во времена мрака, насилия и гонений пламя свободы не угасает, но пробуждает надежду на будущее, в котором уважается достоинство, дарованное Богом каждому человеку, и все мы чувствуем призвание сотрудничать в созидании справедливого и братского общества.

## Литва
Продолжительность: 22-24 сентября
22 сентября папа, прибыв в Вильнюс, встретился с президентом страны Далей Грибаускайте, митрополитом Виленским и Литовским Иннокентием (Васильевым), с литовской молодежью на площади у подножия Замковой горы, и посетил Острую браму. На следующий день он провел мессу в парке Сантака у слияния Немана и Нериса в Каунасе. На неё собралось около 100 тыс. человек, специально для богослужения понтифика из Тракая была доставлена «Тракайская Мадонна» — Трокская икона Божией Матери.
Кроме того, в Вильнюсе он возложил цветы к памятнику жертвам еврейского гетто и посетил Музей оккупации и борьбы за свободу.

## Латвия
Продолжительность: 24-25 сентября
24 сентября в Риге папа встретился с президентом Латвии Раймондсом Вейонисом. 25 сентября в Риге он провел экуменическую встречу в Домском соборе Евангелическо-лютеранской церкви Латвии. На ней присутствовали представители десяти христианских конфессий республики, в том числе — глава Латвийской православной церкви Московского патриархата митрополит Рижский и всея Латвии Александр (Кудряшов). Он также посетил Аглону, где провел мессу у подножия базилики Успения Пресвятой Богородицы.

## Эстония
Продолжительность: 25 сентября
В Таллине понтифик также встретился с властями и молодежью, провел экуменическую встречу, посетил монастырь бригитток в районе Пирита, кафедральный собор Святых апостолов Петра и Павла, и возглавил мессу на площади Свободы. При этом в Эстонии президентом Керсти Кальюлайд ему был присвоен статус 37647-го электронного резидента страны.

## Заявления папы
Во время поездки в Эстонию:
Один из феноменов, который мы можем наблюдать в наших технократических обществах, это потеря смысла жизни, радости жизни, что ведет к медленному угасанию способности восприятия чуда, которое часто поддерживает людей в непростых буднях. Безоговорочная вера в технический прогресс как единственный путь развития может угрожать потерей межчеловеческих отношений, связей между поколениями и культурами.
В Литве:
Через диалог и взаимопонимание может быть построен мост между западом и востоком Европы. И это литовский народ может предложить международному сообществу и, главным образом, Евросоюзу.
На экуменической встрече в Латвии:
Наша миссия сегодня призывает нас к сохранению единства, а это в свою очередь требует от нас перестать смотреть на раны прошлого и отказаться от эгоцентричного отношения. Наша миссия предполагает, чтобы музыка Евангелия не переставала звучать на наших площадях.